# Rafael d'Ossery
Rafael d'Ossery (Aquisgrana, 3 maggio 1736 – Stoccarda, 1808) è stato un presbitero tedesco.

## Biografia
Padre Johann Theodor Rafael d'Ossery trascorse l'infanzia e la giovinezza in Francia. In seguito entrò nell'Ordine della Beata Vergine del Monte Carmelo.
Era nel gruppo di missionari cattolici giunti in Svezia nel 1784 insieme a padre Nikolaus Oster il cui compito era l'organizzare la Chiesa cattolica in quel paese.
Dal 1790 al 1795 fu vicario apostolico di Svezia senza dignità episcopale.